# North American T-6 Texan
North American T-6 Texan byl jednomotorový dvoumístný cvičný letoun užívaný ve druhé světové válce. Létali na něm piloti USAAF, US Navy, RAF a zemí britského Commonwealthu, po válce byl vyvážen do 40 zemí světa. V mnohých leteckých klubech slouží dodnes.

## Vývoj

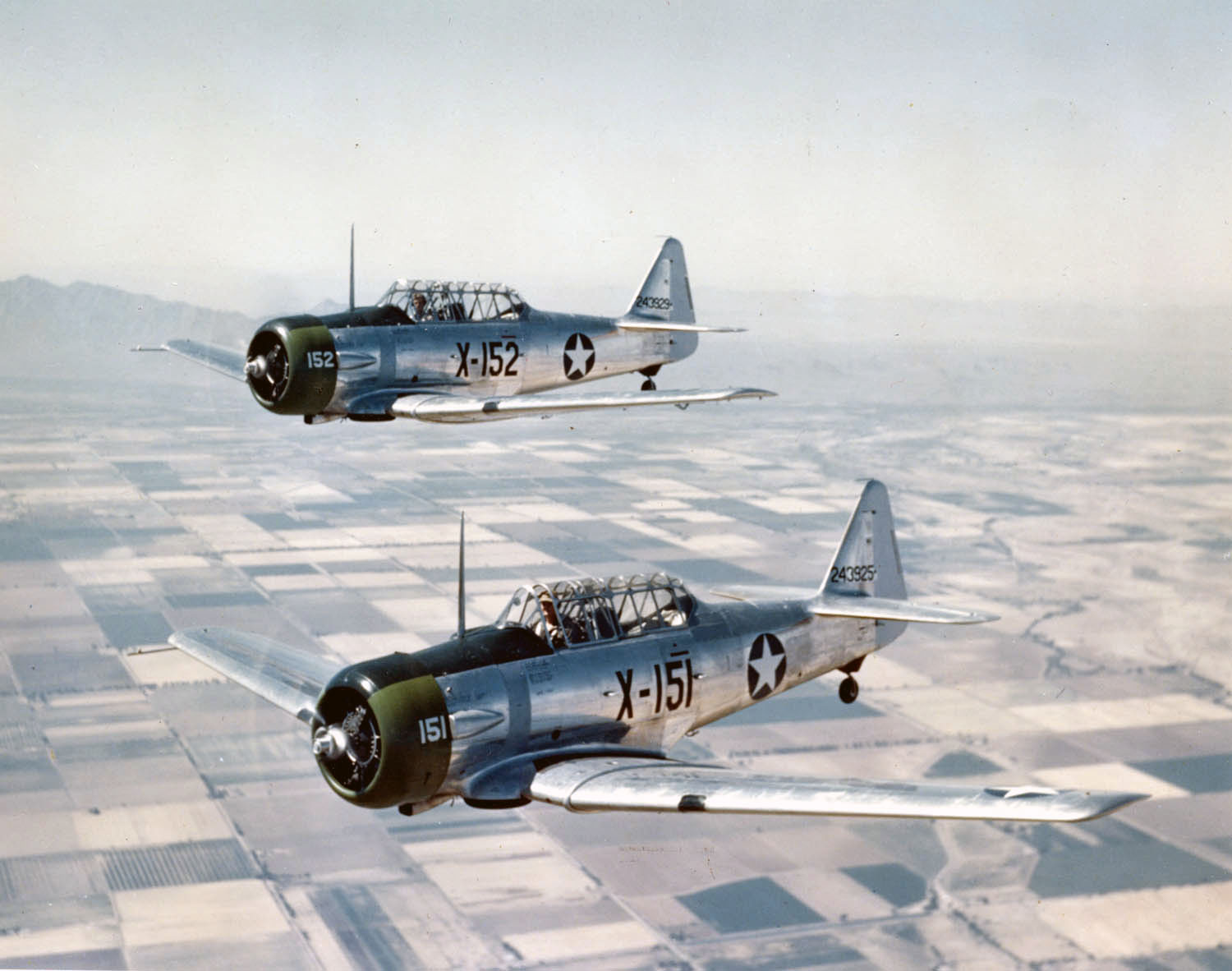
North American AT-6C Texan, USAAF, 1943

Texan byl zkonstruován na základě předchozího cvičného stroje společnosti North American Aviation Inc. s označením NA-16 (BT-9).
Instalací výkonnější pohonné jednotky Pratt & Whitney R-1340-47 o výkonu 441 kW a dalších doplňků do draku NA-16 vznikl typ NA-26. Nový stroj, zalétaný v březnu 1937, zvítězil v soutěži na pokračovací cvičný letoun BC-1 (Basic Combat) s následnou objednávkou na 41 kus.
Zakázka byla posléze rozšířena na 180 exemplářů, které se po úpravách pro sériovou výrobu v továrních dokladech označovala NA-36. Pod bohatě proskleným krytem kokpitu byly za sebou umístěny sedadla pilota a instruktora, pro nácvik střelby byl letoun vyzbrojen jedním pevným kulometem Colt-Browning ráže 7,62 mm. Jestliže se BC-1 využíval pro nácvik střelby pohyblivým kulometem, nesl v zadní části kabiny stejný typ zbraně uložené v kloubovém závěsu. Letoun měl celokovovou kostru, křídla byla rovněž celokovová včetně potahu, zadní část trupu byla potažena plátnem.
Již v roce 1938 byly BC-1 objednány pro Royal Air Force jako první americké letouny. Ještě před vyhlášením zákona o půjčce a pronájmu dosáhly britské objednávky BC-1 počtu 1100 kusů. 400 strojů bylo Royal Air Force dodáno jako Harvard Mk.I.
Ze série BC-1 bylo 30 kusů dodáno jako BC-1I se zakrývatelným prostorem žáka pro nácvik letu podle přístrojů a tři jako BC-2 (NA-54) s motorem Pratt & Whitney R-1340-45, třílistou vrtulí a celokovovým trupem.
Nová trojúhelníková svislá ocasní plocha a celokovový trup byly charakteristickým znakem další velké série BC-1A (NA-55) čítající 92 stroje. V roce 1940 došlo ke zrušení označení BC s následným zavedením AT (Advanced Trainer), takže další letouny byly dodávány jako AT-6 (NA-59) prakticky beze změn proti BC-1A. Kalifornské závody v Inglewoodu dodaly 85 kusů AT-6. 1173 AT-6 převzalo RAF jako Harvard Mk.II.
Ve stejném roce byl z kapacitních důvodů postaven další závod North American v Dallasu ve státě Texas, jehož výroba dala 1032 kusů nových AT-6A (NA-77). Továrna v Inglewoodu po dohotovení 517. letounu AT-6A jeho výrobu ukončila a přešla jen na bojové typy. Typ AT-6A byl poháněn motorem R-1340-49 a jeho integrální křídlové palivové nádrže byly nahrazeny plechovým, vyjímatelnými.
Dalších 399 strojů verze AT-6B mělo instalované pohonné jednotky R-1340-AN-1. Tato varianta byla vybavena speciálně pro výcvik ve střelbě již na výrobních linkách.

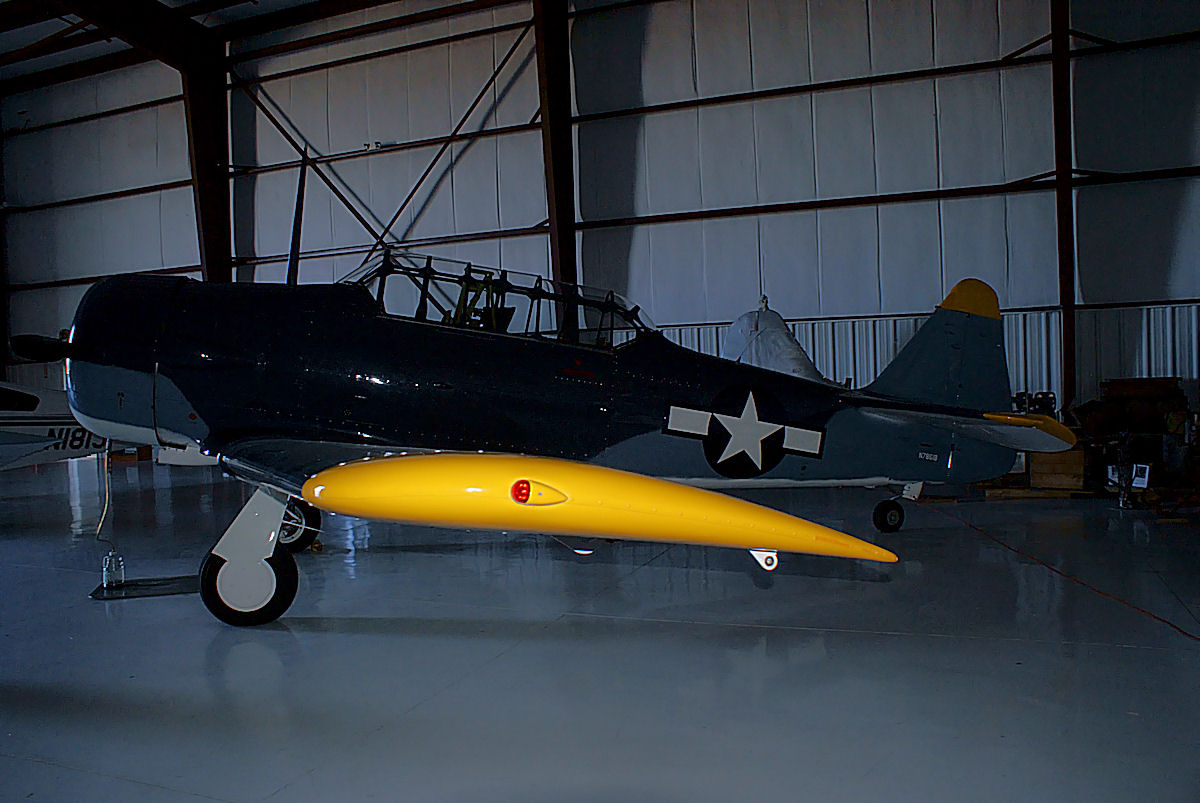
North American SNJ-5 (N7861B)

Následná velkosériová verze AT-6C (NA-88) byla upravena pro výrobu z nedeficitních materiálů. Pro výrobu kostry stroje AT-6C bylo použito ocelových trubek namísto hliníku a jeho slitin. 726 AT-6C převzalo Royal Air Force pod označením Harvard Mk.IIA.
Na 2970 letounů AT-6C navázala výroba 4388 strojů AT-6D, jejichž konstrukce trupu se vrátila k původnímu provedení. Jeden z nich byl postaven jako XAT-6E s výškovým motorem Ranger V-770-9. 351 AT-6D převzalo RAF jako Harvard Mk.III.
Licenční výroba Texanů u kanadské firmy Noorduyn dala vzniknout 2485 kusům verze Harvard Mk.IIB. Dalších 1500 zde bylo vyprodukováno pro americkou vládu, která je pod označením AT-16 (NA-66) předala Royal Canadian Air Force na výcvik.
Závěrečnou válečnou verzí se stal AT-6F se zesílenou konstrukcí (956 letounů).
Po ukončení druhé světové války zůstalo v USAAF přes 2000 AT-6 všech verzí, které byly v červnu 1948 přeznačeny na T-6. V následujícím roce bylo 2068 z nich postupně modernizováno, opatřeno novým kabinovým krytem a větší zásobou paliva na variantu T-6G (NA-168).
V období 1949–1950 bylo v licenci postaveno u kanadské společnosti Canadian Car & Foundry 50 letounů T-6J upravených podobně jako T-6G.
59 strojů LT-6G bylo sestaveno z dílů v Jižní Koreji v době korejského konfliktu, označení SNJ-1 až SNJ-6 nesly Texany ve službách amerického námořního letectva. Texany sloužící v řadách Flygvapnet měly označení Sk 16, ve Španělsku C6 a v Japonsku K5Y.

## Specifikace

Třípohledový nákres T-6G

### Technické údaje
- Osádka: 2
- Rozpětí: 12,81 m
- Délka: 8,84 m
- Výška: 3,57 m
- Nosná plocha: 23,6 m²
- Hmotnost prázdného letounu: 1886 kg
- Vzletová hmotnost: 2548 kg
- Pohonná jednotka: 1 × vzduchem chlazený hvězdicový devítiválec Pratt & Whitney R-1340-AN-1 Wasp
  - Výkon motoru: 600 hp (447 kW)

### Výkony

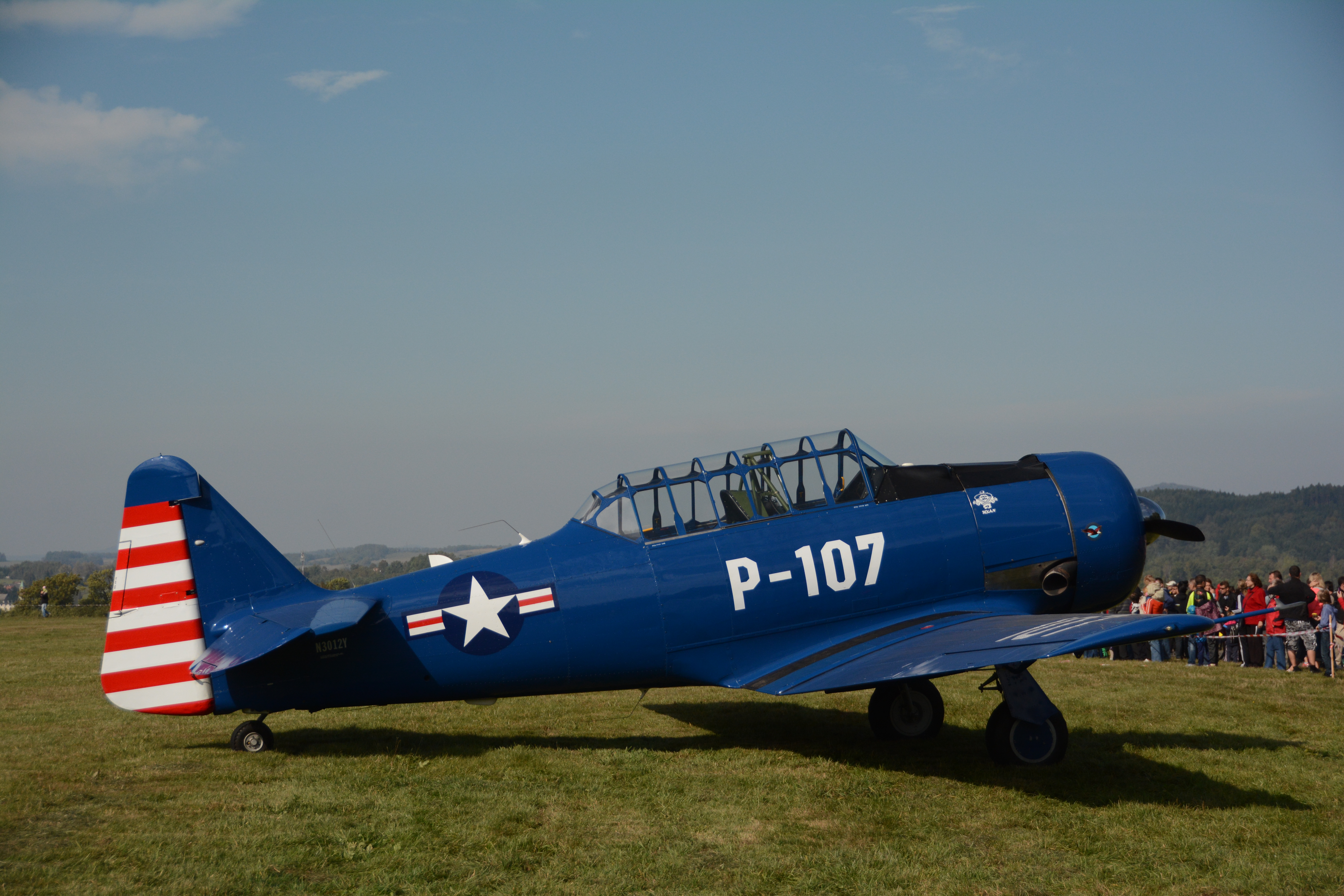
Letoun AT-6D Texan na leteckem dni v Liberci

- Maximální rychlost: 335 km/h
- Dostup: 7400 m
- Dolet: 1175 km